# 동경의 왼손잡이
"동경의 왼손잡이"는 1969년 공개된 대한민국의 영화이다.

## 배역
- 장동휘
- 윤정희
- 오지명
- 박암